# Onet-le-Château
Onet-le-Château is een gemeente in het Franse departement Aveyron (regio Occitanie). De gemeente telde 12.062 inwoners op 1 januari 2022. Het is qua inwoners de op twee na grootste gemeente van het departement. De plaats maakt deel uit van het arrondissement Rodez en ligt vlak bij de stad Rodez.

## Geschiedenis
Archeologie heeft sporen van vroege bewoning in de streek blootgelegd. De necropolis van Floyrac is een grafveld van de Gallische stam van de Ruteni. Verder zijn resten van Romeinse thermen gevonden.
Tijdens het ancien régime lagen in de huidige gemeente drie parochies: Saint-Mayme, Limouze en Saint-Martin de Limouze. Zij werden na de Franse Revolutie samengevoegd tot een gemeente, die in 1793 maar 103 inwoners telde. Onet-le-Château bleef een landbouwgemeente tot het midden van de 20e eeuw. Tijdens de Trente Glorieuses na de Tweede Wereldoorlog kwam er industrie (EDF, Bosch) in de gemeente en om de arbeidskrachten te huisvesten werd een nieuwe woonwijk (4 Saisons) gebouwd. Ook kwam er een nieuwe kerk. De Saint-Joseph l'Artisan werd ingewijd in 1963. In de jaren 1970 kwam er ook hoogbouw in de gemeente in de wijk Costes-Rouges.

## Geografie
De oppervlakte van Onet-le-Château bedroeg op 1 januari 2022 40,2 vierkante kilometer; de bevolkingsdichtheid was toen 300 inwoners per km².
Onet-Village, La Roquette en Capelle zijn historische centra van de gemeente. De wijk 4 Saisons werd gebouwd in de jaren 1960 en herbergt het meeste inwoners. Rond deze wijk liggen de nieuwe wijken San Pau, Oustal Nau en Les Balquières. De nieuwbouwwijk Costes-Rouges ligt op een heuvel.
De onderstaande kaart toont de ligging van Onet-le-Château met de belangrijkste infrastructuur en aangrenzende gemeenten.

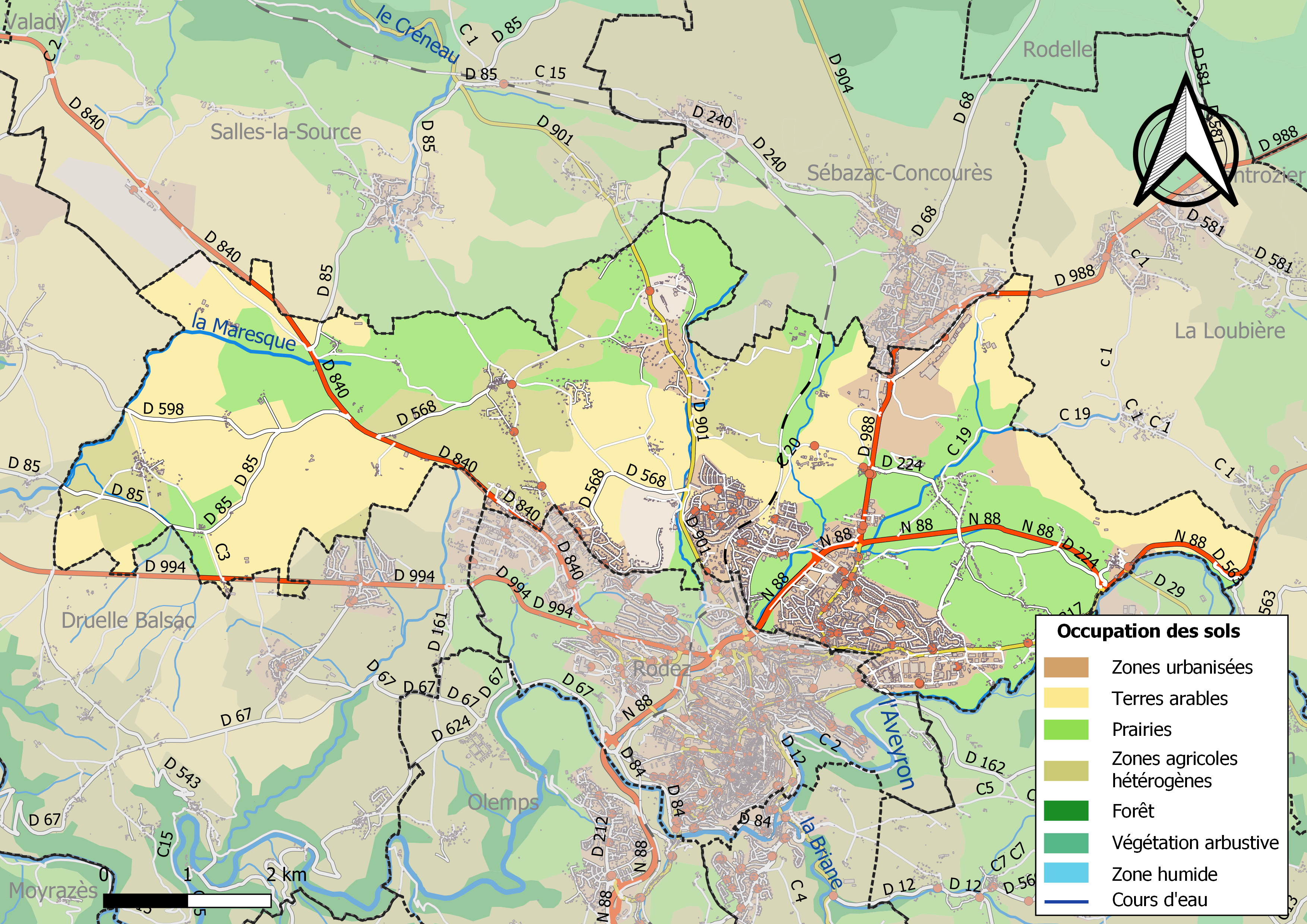

## Demografie
In 1793 telde de gemeente maar 103 inwoners. In 1876 telde Onet-le-Château 1.057 inwoners en in 1946 waren dat er 1.046. Daarna volgde een sterk groei door inwijking.
Onderstaande figuur toont het verloop van het inwonertal (bron: INSEE-tellingen).

Vanwege een beveiligingsprobleem met de MediaWiki Graph-software is het momenteel niet mogelijk deze grafiek weer te geven. Zodra de software is bijgewerkt zal de grafiek vanzelf weer zichtbaar worden.

## Bezienswaardigheden
De gemeente telt een twintigtal kastelen en grote landhuizen. Het kasteel van Onet werd herbouwd in de 16e eeuw.

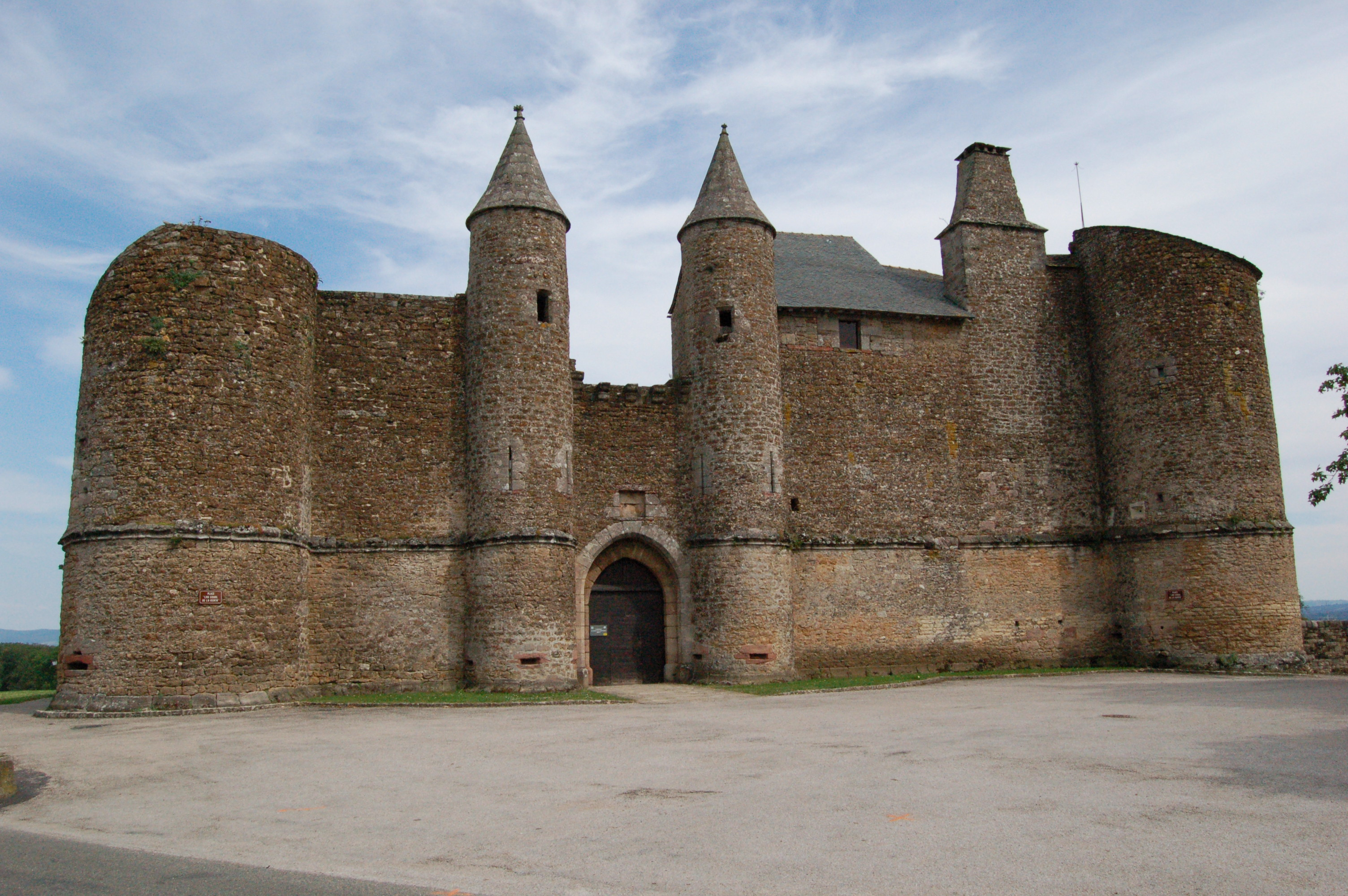
Kasteel van Onet
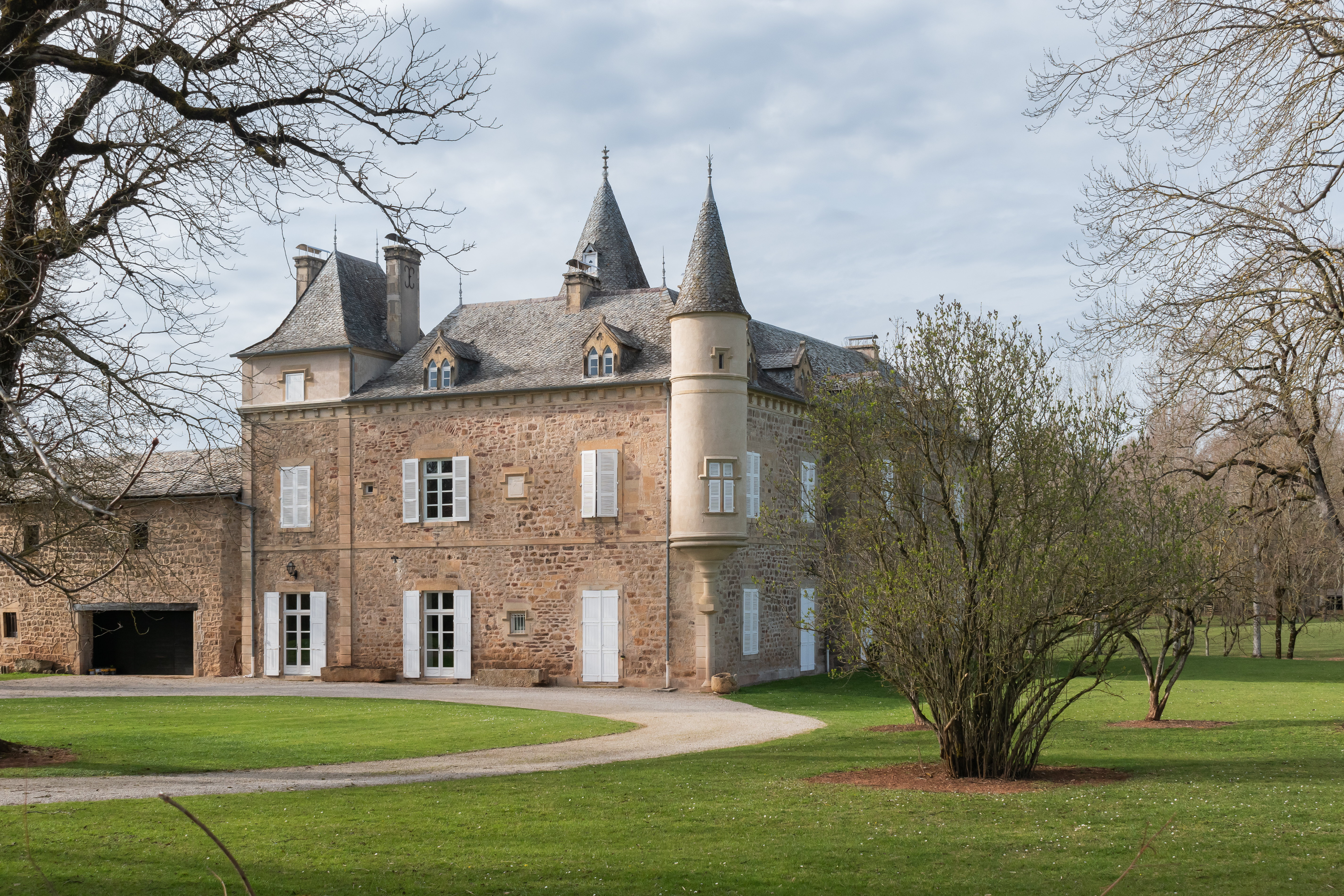
Château d'Is
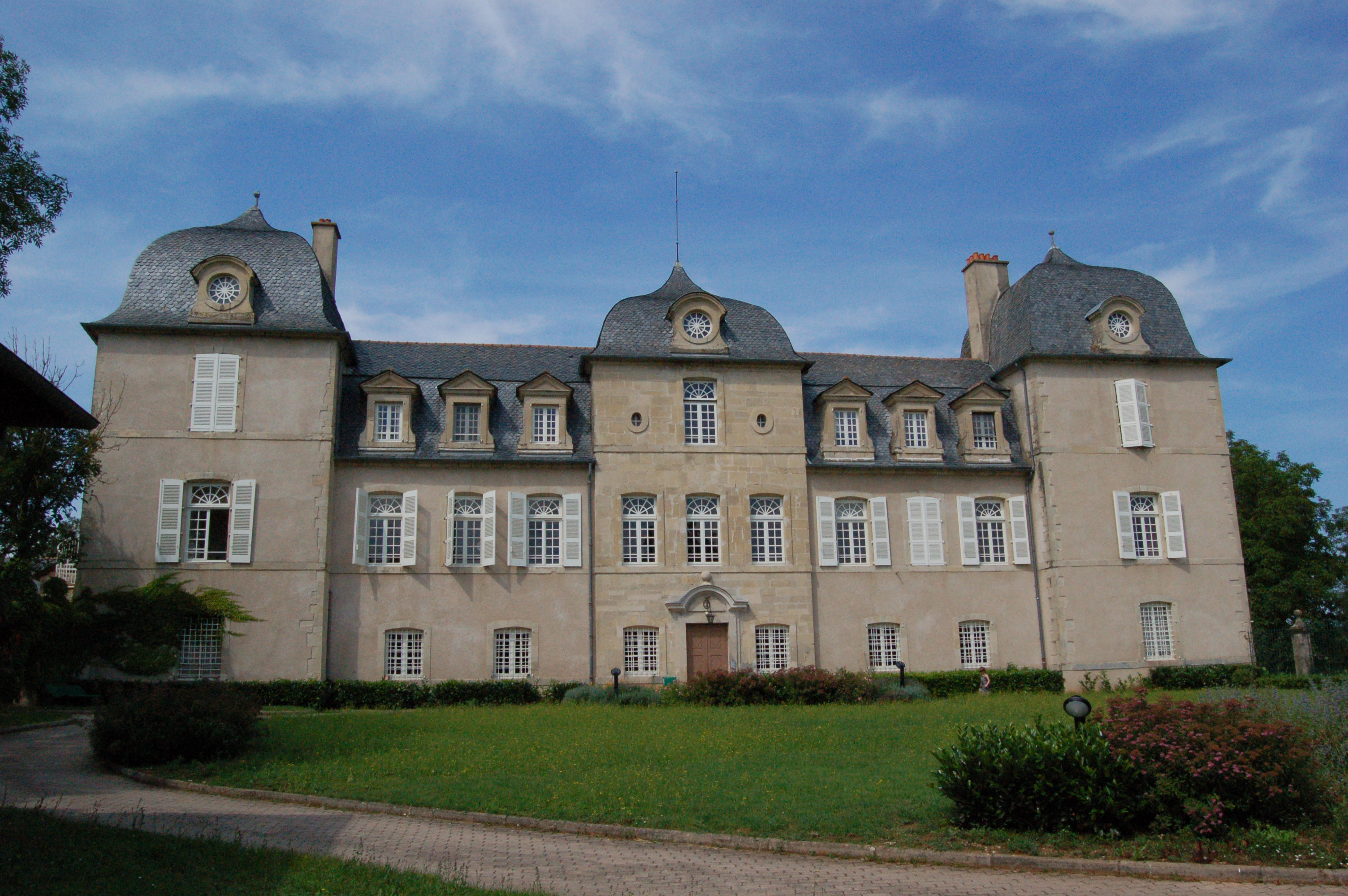
Château Floyrac
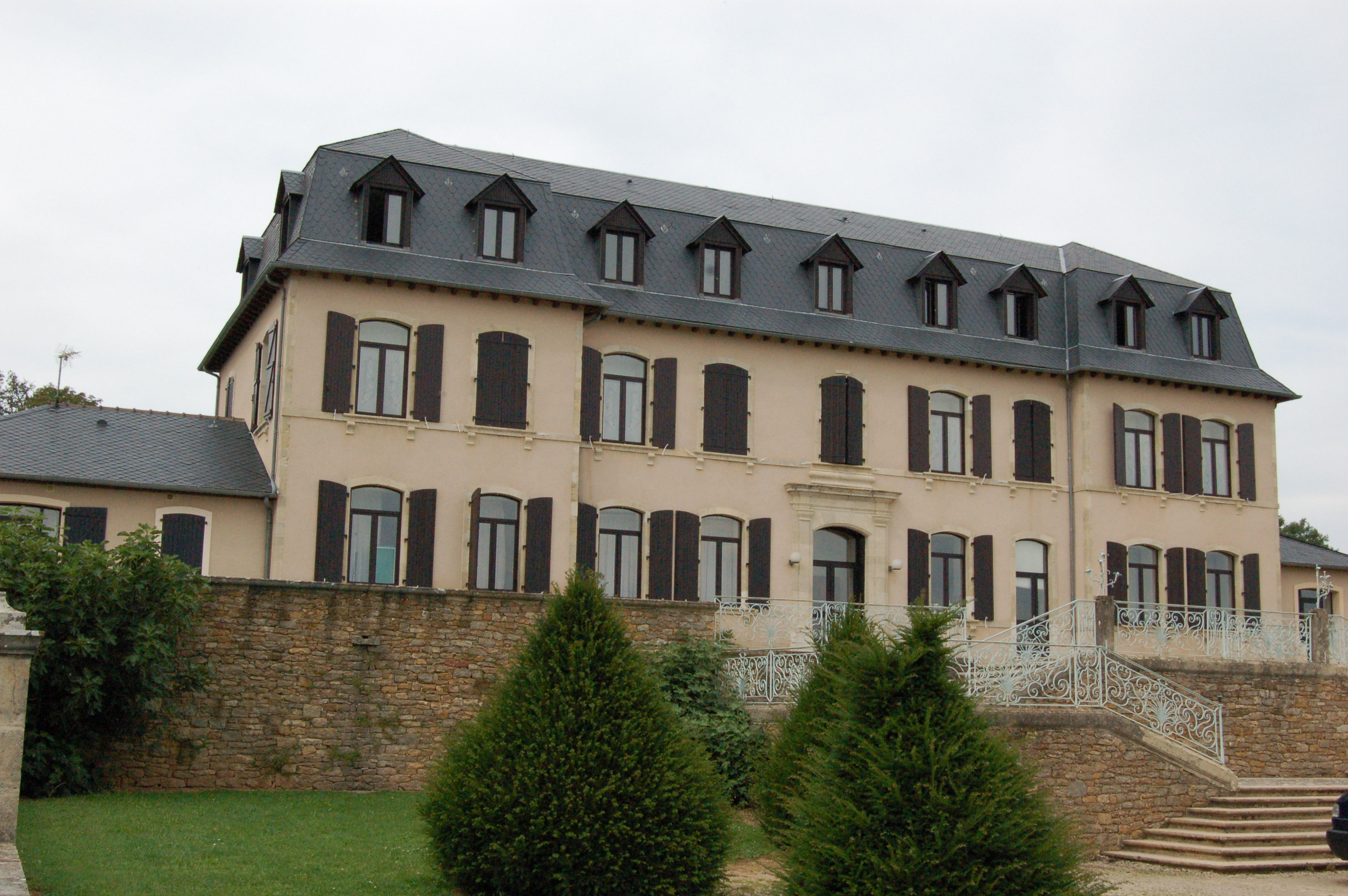
Château de Vabre
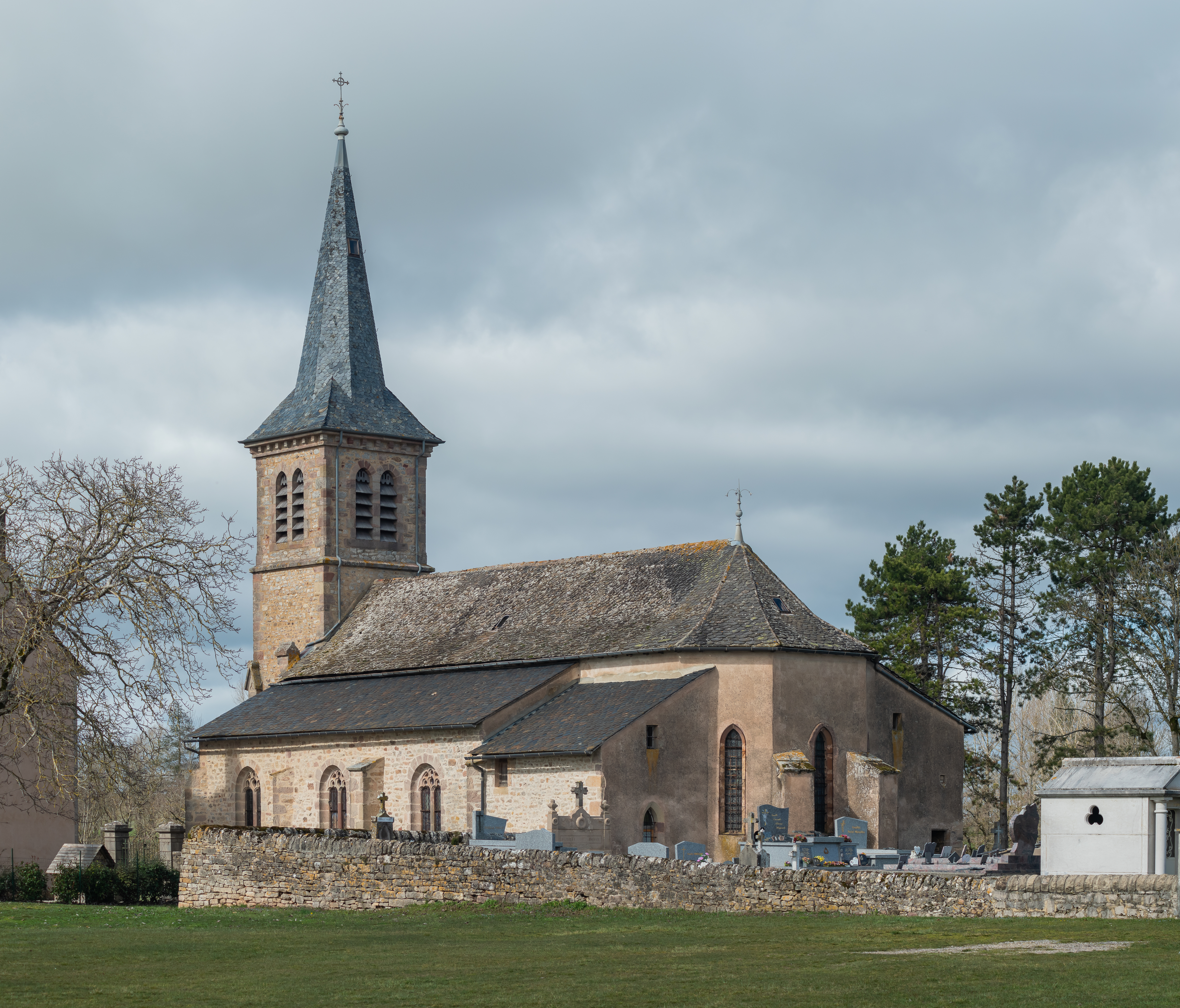
Kerk van Saint-Martin de Limouze
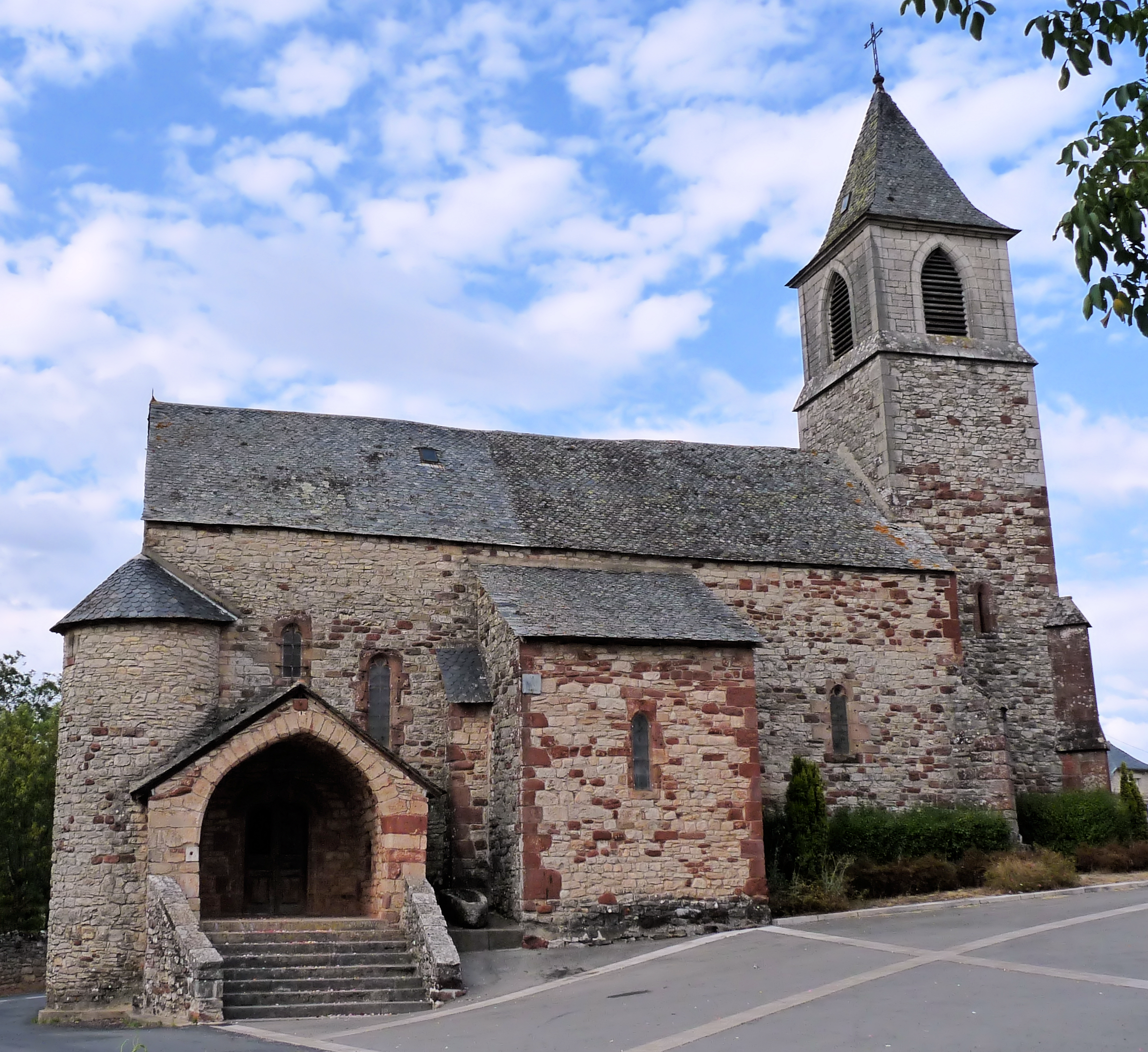
Kerk van Saint-Mayme
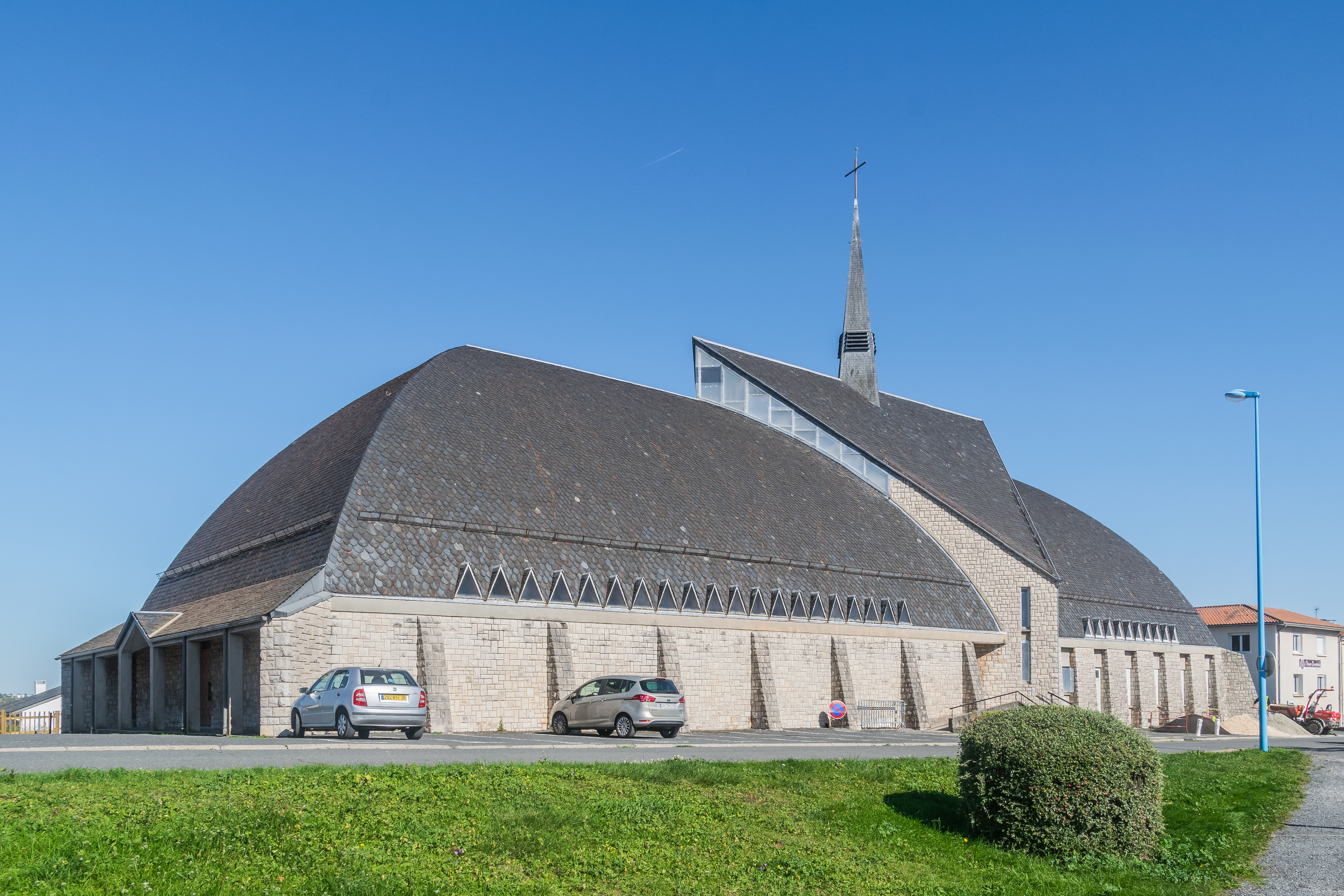
Kerk Saint-Joseph l'Artisan